# چیکاکو، شاهدخت کازو
چیکاکو، شاهدخت کازو، کازونومیا چیکاکونای شیننو (به ژاپنی: 和宮親子内親王)؛ زاده ۱ اوت ۱۸۴۶ درگذشته ۲ سپتامبر ۱۸۷۷)دختر هشتم امپراتور نینکو و خواهر کوچکتر امپراتور کومی، همسر اصلی چهاردهمین شوگون از شوگون‌سالاری توکوگاوا، توکوگاوا ایه‌موچی بود.

## نامزدی با شاهزاده آریسوگاوا تاروهیتو
سال ۱۸۵۱، در سن ۵ سالگی، با شاهزاده آریسوگاوا تاروهیتو در سن ۱۷ سالگی، به دستور امپراتور کومی نامزد شد اما این نامزدی متعاقباً هنگامی که دربار امپراتوری به یک نفر برای ازدواج سیاسی با شوگون‌سالاری توکوگاوا احتیاج داشت، گسسته شد. چنین ازدواجی توسط روجو، کوزه هیروچیکا و آندو نوبوماسا تنظیم شده بود. نوبوماسا و کوزه هیروچیکا به منظور ایجاد آشتی بین دربار امپراتوری و شوگون‌سالاری، یک ازدواج را ترتیب داده بودند اما کاندیدای اصلی ازدواج در سال ۱۸۶۱ درگذشت؛ بنابراین، شوگون‌سالاری از دربار خواستار ازدواج سیاسی به منظور وحدت بین شاهدخت کازو و شوگون توکوگاوا ایه‌موچی شدند.

## ازدواج با شوگون چهاردهم
در ابتدا، شاهدخت کازو امتناع کرد، و برادرش امپراتور کومی درخواست شوگون را رد کرد و اظهار داشت که کازو قبلاً نامزد شده‌است و نمی‌خواهد کیوتو را ترک کند، و مانند هر زنی در ژاپن، خواهر خود را نمی‌تواند مجبور کند با کسی ازدواج کند و او مایل به این ازدواج نیست، حتی به دستور امپراتور. با این حال، این پیشنهاد توسط بسیاری از افراد، از جمله مادر و عموی کازو و همچنین چندین درباری برجسته، با شور و اشتیاق پذیرفته شد، که موجب ترغیب هر دو امپراتور و شاهزاده کازو شد و در نتیجه درخواست مورد قبول واقع شد. سرانجام امپراتور کومی متقاعد شد که اگر در عوض، شوگون به سیاست انزواگرایانه قبلی بازگردد و از معاهده دوستی و تجارت با ایالات متحده منصرف شود، پیشنهاد را بپذیرد.
سپس تصمیم گرفته شد که اگر شاهدخت کازو از قبول ازدواج امتناع ورزد، امپراتور کومی از سلطنت کناره‌گیری کند، یکی دیگر از اعضای خانواده امپراتوری انتخاب شود و شاهدخت کازو نیز راهبه شود. تحت فشار خانواده اش، سرانجام شاهدخت کازو که مسئول استعفای امپراتور کومی و تهدید رفتن به صومعه بود، سرانجام موافقت کرد، اما چندین شرط را ذکر کرد از جمله اینکه سبک زندگی او در ادو مانند کیوتو باقی خواهد ماند و او می‌تواند در سالگردهای مرگ پدرش به کیوتو بازگردد. امپراتور کومی همچنین شرایطی را که شوگون‌سالاری باید در مورد وعده‌های خود در مورد امور خارجی تحقق دهد، برای بهبود معیشت صنعتگرانی که قادر به رقابت با واردات ارزان خارجی نیستند، راهبردی تهیه می‌کند را نیز اضافه کرد.
در سال ۱۸۶۲، شاهدخت کازو، مادرش کانگیو این و سرپرست او نیواتا تسوگوکو به همراه تعدادی از مأموران به قلعه ادو نقل مکان کردند. به دلیل نگرانی در مورد حملات افرادی که علیه سیاست‌های شوگان توکوگاوا بودند، نیروهای امنیتی از ده‌ها ولایت برای محافظت بسیج شدند علاوه بر این، شایعاتی مبنی بر اینکه حمایت دربار از ازدواج بی‌سابقه پرنسس کازو نتیجه رشوه و توطئه توکوگاوا و گروگان گرفتن شاهزاده امپراتوری بود، باعث شد امپراتور کومی ایواکورا تومومی را برای حفاظت از منافع دربار به ادو بفرستد و پیش از بازگشت وی به کیوتو، شوگون را وادار کند که وعده وفاداری خود را بر روی کاغذ بنویسد.
مراسم ازدواج در ۱۱ فوریه ۱۸۶۲ برگزار شد. این مراسم با همه مراسم‌های شوگون‌های قبلی توگوگاوا متفاوت بود:. به علاوه، شاهدخت کازو رسوم کاخ امپراتوری را در قلعه ادو حفظ می‌کرد، که باعث اصطکاک قابل توجهی با تنشو-این بیوه شوگون سیزدهم شد. با این حال، شاهدخت ظاهراً چنان رابطه خوبی با همسرش داشت که معمولاً در بین تمامی شوگون‌های توگوگاوا از این دو به عنوان نزدیک‌ترین زن و شوهر نام برده می‌شود و توکوگاوا ایه‌موچی فقط یک بار زن غیراصلی گرفت که شاهدخت خود این اجازه داد. سرانجام شاهدخت کازو با تنشو-این نیز به سازش و رابطه دوستی رسید.
یکسری فاجعه بین سالهای ۱۸۶۵ و ۱۸۶۷ گریبان شاهدخت کازو را گرفت. مادر او، که برای حمایت از دخترش همچنان در ادو به سر می‌برد، در ۱۰ اوت ۱۸۶۵ درگذشت، و پس از آن شوگون توکوگاوا ایه‌موچی شوهرش، که در ۲۰ ژوئیه ۱۸۶۶ هنگام فرماندهی لشکرکشی به چوشو در اوساکا درگذشت. او یک راهبه بودایی شد، و در ۹ دسامبر ۱۸۶۶ نام بودایی سیکان این نو میا را دریافت کرد، اما فقط چند هفته بعد برادرش امپراتور کومی نیز درگذشت.
مرگ شوگون ایه‌موچی در سن ۲۰ سالگی به ازدواج بسیار کوتاه آنها پایان داد و این زوج فرزندی نداشتند. خواسته ایه‌موچی این بود که فرزندخوانده‌اش توکوگاوا ایه‌ساتو (در سن ۳ سالگی) به جای او شوگون شود، روجوی شوگون سالاری با شاهدخت و تنشو-این مشورت کرد، و آنها با این انتخاب ابراز مخالفت کردند و نظر دادند که توکوگاوا یوشینوبو شوگون بعدی شود.

## تسلیم قلعه ادو
در طی اصلاحات میجی، شاهدخت کازو و تنشو-این با مهار افراط‌گرایان هر دو طرف، به مذاکره برای تسلیم مسالمت‌آمیز قلعه ادو کمک کردند؛ بنابراین آنها در حفظ و بقای خاندان توکوگاوا نقش اساسی داشتند.
در ۳ ژانویه ۱۸۶۸، نبرد توبا-فوشیمی اولین نبرد از جنگ بوشین آغاز شد. توکوگاوا یوشینوبو، که در این جنگ شکست خورده بود، روز دوازدهم با کشتی جنگی «کاییو مارو» به ادو بازگشت. اگرچه یک جلسه نظامی در قلعه ادو برگزار شد، اما نتیجه ای حاصل نشد. بسیاری از آنها ادامه جنگ متمایل بودند، اما یوشینوبو، که از قبل تصمیم گرفته بود به دربار برود، از شاهدخت کازو خواست که مسئولیت را به عهده بگیرد.
در ۱۵ ژانویه ۱۸۶۸، توکوگاوا یوشینوبو با وساطت تنشو-این با شاهدخت کازو دیدار کرد، درخواست کناره‌گیری و انتخاب جانشین، و عذرخواهی کرد، اما شاهدخت کازو فقط عذرخواهی را پذیرفت. با مشورت با تنشو-این، شاهدخت کازو تصمیم گرفت پیشکار خود تسوچیمیکادو فوجیکو را به نزد ژنرال ارشد امپراتوری، شاهزاده کوماتسو آکی‌هیتو بفرستد، و درخواست کند که او هاشیموتو سانه‌آکیرا و پسرش هاشیموتو سانه‌یانا را به عنوان پیام رسان به قلعه ادو ارسال کند. تسوچیمیکادو فوجیکو، که فرم درخواست شاهدخت کازو را به همراه داشت، در ۸ فوریه وارد کیوتو شد. در آن زمان، در دربار، سایگو تاکاموری به نمایندگی خاندان فئودال قلمروی ساتسوما، اصرار به جنگ و مجازات سخت خاندان توکوگاوا را داشت، و ایواکورا تومومی، که از دخالت خارجی واهمه داشت طرفدار مجازات سخاوتمندانه‌ای برای خاندان توکوگاوا بود، و نمی‌توانستند نتیجه بگیرند. با این حال، نظریه مجازات شدید به تدریج غالب شد و در ۱۵ فوریه، تصمیم بر این شد که شاهزاده آریسوگاوا تاروهیتو، فرمانده ارتش امپراتوری به طرف ادو پیشرفت کند.
در اول مارس، فوجیکو با پاسخ دربار به ادو بازگشت. تنها پاسخ هاشیموتو سانه‌یانا (رابط دربار) این بود که «در مورد درخواست من تمام تلاش لازم انجام خواهم داد»، اما به این نامه پیغامی از یکی از درباریان بانفوذ پیوست شده بود که، «اگر راه عذرخواهی خاندان توکوگاوا ایجاد شود این خاندان می‌تواند به بقای خود ادامه دهد.» در تاریخ ۲ مارس، توکوگاوا موچی‌ناگا فرم درخواست شاهدخت را به فرمانده کل ارتش امپراتوری و نامزده سابق شاهدخت کازو، شاهزاده آریسوگاوا تاروهیتو ارائه می‌دهند. در ۹ آوریل ملازم خاندان توکوگاوا یامائوکا تشو به تنهایی با سایگو تاکاموری در سونپو گفتگو کرد و شروط و درخواست خاندان توکوگاوا را مطرح کرد.
در جلسه روز ۱۴ مارس، کاتسو کایشو (فرمانده ارتش شوگون‌سالاری) شرایط تسلیم ادو را مطرح کرد و سایگو تاکاموری شرایط را پذیرفت و تسلیم بی‌خونریزی قلعه ادو به پایان رسید.

## پس از واگذاری قلعه ادو
پس از تسلیم شوگون توکوگاوا یوشینوبو، شاهدخت کازو مدت کوتاهی به کیوتو بازگشت. اما پس از اینکه برادرزاده‌اش امپراتور میجی پایتخت را به توکیو (ادو سابق) منتقل کرد، او و عمویش را ترغیب کردند که در آنجا به آنها بپیوندد.